# Permanent.Radiant
Permanent.Radiant è il quarto EP del gruppo musicale statunitense Crosses, pubblicato il 9 dicembre 2022 dalla Warner Records.

## Descrizione
Il disco rappresenta la prima pubblicazione di materiale inedito a distanza di circa nove anni da Crosses ed è inoltre il primo realizzato a seguito dell'abbandono di Chuck Doom, interessato a creare materiale per conto proprio, cercando in un primo momento di coinvolgere il cantante Chino Moreno. Proprio a causa di quest'ultimo, Moreno e il polistrumentista Shaun Lopez si sono ritrovati a spendere molto più tempo durante il processo di composizione.
Tra i sei brani presenti nell'EP vi è Day One, che rappresenta una novità per il duo sia livello musicale che da quello dei testi: Lopez ha spiegato che per esso sono stati utilizzati elementi provenienti dalla musica latina, mentre Moreno ha indicato che risulta nel complesso «un po' più ottimista» rispetto al restante materiale. Il brano conclusivo Procession è invece nato da una sezione esclusa dalla prima versione di Initiation, già reso disponibile nel mese di marzo nel doppio singolo Initiation/Protection.

## Promozione
Permanent.Radiant è stato annunciato il 28 ottobre 2022, in concomitanza con l'uscita su vinile del doppio singolo Day One/Vivien; nello stesso giorno Vivien ha ricevuto anche un video musicale diretto da Lopez insieme a Lorenzo Diego Carrera. Il 18 novembre seguente è stato estratto come secondo singolo la traccia d'apertura Sensation, anch'esso accompagnato da un video, seguito da quello della quinta traccia Holier, diffuso in concomitanza con il lancio del disco.

## Accoglienza
| Recensione    | Giudizio |
| ------------- | -------- |
| DIY           |          |
| Kerrang!      |          |
| Lambgoat      | 7/10     |
| Stereoboard   |          |
| Wall of Sound | 8/10     |

L'EP ha ricevuto un responso positivo da parte della critica specializzata. Nick Ruskell di Kerrang! ha assegnato un punteggio di quattro stelle su cinque, notando come il duo risulti pieno di creatività nonostante la separazione da Chuck Doom e definendo il progetto come «musica per la solitudine, per le cuffie, per la notte. È un suono costruito su atmosfera e vastità, al punto che il songwriting stesso (che è ovviamente molto buono) è una caratteristica secondaria rispetto alla profondità del suono». Secondo Andrew Kapper di Wall of Sound, Permanent.Radiant rappresenta «una continuazione del suono e dello stile del loro debutto» caratterizzata da una produzione «lungimirante e moderna, ma [che] non entra in alcun cliché attuale». Simone Catena di ImpattoSonoro ha invece affermato che attraverso questa uscita «la band irrompe sulle scene con una qualità disarmante e allarga il proprio sguardo su di una platea più ampia e interessante», ritenendo la pubblicazione «un lavoro sofisticato e grandioso, che attira la nostra attenzione sui lati più nascosti dell'anima» ed elogiando la seconda traccia Vivien, definita la migliore del lotto.
Sarah Jamieson di DIY, pur apprezzando la traccia d'apertura Sensation, è stata più critica nei confronti dell'EP, spiegando che sebbene da un lato la voce inconfondibile di Chino Moreno è sempre la benvnuta, i Crosses «sfrecciano un po' troppo sugli stili musicali». Medesimo parere condiviso anche da Tom Morgan di Stereoboard, che definisce «avvincenti» i testi di Moreno e la musica «non è sempre così affascinante», cadendo in territori «un po' familiari».

## Tracce
Testi e musiche di Chino Moreno e Shaun Lopez, eccetto dove indicato.
1. Sensation – 4:36
2. Vivien – 3:53
3. Cadavre exquis – 2:59 (Chino Moreno, Shaun Lopez, Jono Evans)
4. Day One – 3:40
5. Holier – 3:47
6. Procession – 3:55

## Formazione
Hanno partecipato alle registrazioni, secondo le note di copertina:
Gruppo
- Chino Moreno – voce, strumentazione, programmazione
- Shaun Lopez – strumentazione, programmazione

Altri musicisti
- Jono Evans – chitarra (traccia 3)
- Dakota Floeter – chitarra aggiuntiva (traccia 3)

Produzione
- Shaun Lopez – produzione, ingegneria del suono
- Crosses – produzione
- Clint Gibbs – missaggio
- Eric Broyhill – mastering
- Nikko Lamere – fotografia
- Jono Evans – ingegneria del suono (traccia 3)

## Classifiche
| Classifica (2023) | Posizione massima |
| ----------------- | ----------------- |
| Ungheria          | 31                |

## Date di pubblicazione
| Paese                 | Data di pubblicazione | Formato                      | Note          |
| --------------------- | --------------------- | ---------------------------- | ------------- |
| Mondo                 | 9 dicembre 2022       | Download digitale, streaming | [ 13 ]        |
| Europa                | 9 dicembre 2022       | CD                           | [ 14 ]        |
| Stati Uniti d'America | 9 dicembre 2022       | CD                           | [ 15 ]        |
| Stati Uniti d'America | 21 aprile 2023        | 12"                          | [ 16 ] [ 17 ] |